# Хамбантота
Хамбантота (сингал. හම්බන්තොට, таміл. அம்பாந்தோட்டை) — місто в Шрі-Ланці. Чисельність населення міста становить 11.213 чоловік (на 2001 рік).

## Географія
Місто Хамбантота знаходиться на південному узбережжі Шрі-Ланки, на березі Індійського океану. Це адміністративний центр району Хамбантота в Південній провінції.

### Клімат
Місто знаходиться у зоні, котра характеризується вологим тропічним кліматом. Найтепліший місяць — квітень із середньою температурою 28.3 °C (83 °F). Найхолодніший місяць — січень, із середньою температурою 26.7 °С (80 °F).
| Клімат Хамбантоти       | Клімат Хамбантоти | Клімат Хамбантоти | Клімат Хамбантоти | Клімат Хамбантоти | Клімат Хамбантоти | Клімат Хамбантоти | Клімат Хамбантоти | Клімат Хамбантоти | Клімат Хамбантоти | Клімат Хамбантоти | Клімат Хамбантоти | Клімат Хамбантоти | Клімат Хамбантоти |
| Показник                | Січ.              | Лют.              | Бер.              | Квіт.             | Трав.             | Черв.             | Лип.              | Серп.             | Вер.              | Жовт.             | Лист.             | Груд.             | Рік               |
| Абсолютний максимум, °C | 38                | 37                | 40                | 38                | 38                | 38                | 38                | 38                | 37                | 36                | 40                | 38                | 40                |
| Середній максимум, °C   | 28                | 29                | 30                | 30                | 30                | 29                | 29                | 29                | 29                | 29                | 28                | 28                | 29                |
| Середня температура, °C | 26                | 26                | 27                | 28                | 28                | 27                | 27                | 27                | 27                | 27                | 26                | 26                | 27                |
| Середній мінімум, °C    | 23                | 23                | 25                | 25                | 26                | 25                | 25                | 25                | 25                | 25                | 24                | 23                | 25                |
| Абсолютний мінімум, °C  | 18                | 19                | 20                | 20                | 22                | 18                | 20                | 18                | 19                | 20                | 18                | 20                | 18                |
| Днів з опадами          | 8                 | 5                 | 6                 | 8                 | 10                | 11                | 8                 | 8                 | 10                | 13                | 15                | 13                | 115               |
| Днів з дощем            | 8                 | 5                 | 6                 | 8                 | 10                | 11                | 8                 | 8                 | 10                | 13                | 15                | 13                | 115               |
| ----------------------- | ----------------- | ----------------- | ----------------- | ----------------- | ----------------- | ----------------- | ----------------- | ----------------- | ----------------- | ----------------- | ----------------- | ----------------- | ----------------- |
| Джерело: Weatherbase    |                   |                   |                   |                   |                   |                   |                   |                   |                   |                   |                   |                   |                   |

## Історія
Ще в Середньовіччя, за часів існування тут царства Рухуна, Хамбантота була одним з головних портів цієї держави. Сюди приходили кораблі і великі човни з товарами з Китаю та інших країн Далекого Сходу, з Сіаму та Індонезії. В околицях міста населення займалося землеробством, при цьому великого мистецтва вимагало створення і підтримка в порядку іригаційної системи.
У серпні-вересні 1803 року місто було захоплене британськими військами під час т. зв. Кандійської війни.
У грудні 2004 року місто зазнало серйозних руйнувань під час удару цунамі.
У жовтні 2011 року в місті проходили перші Південноазійські пляжні ігри

## Економіка

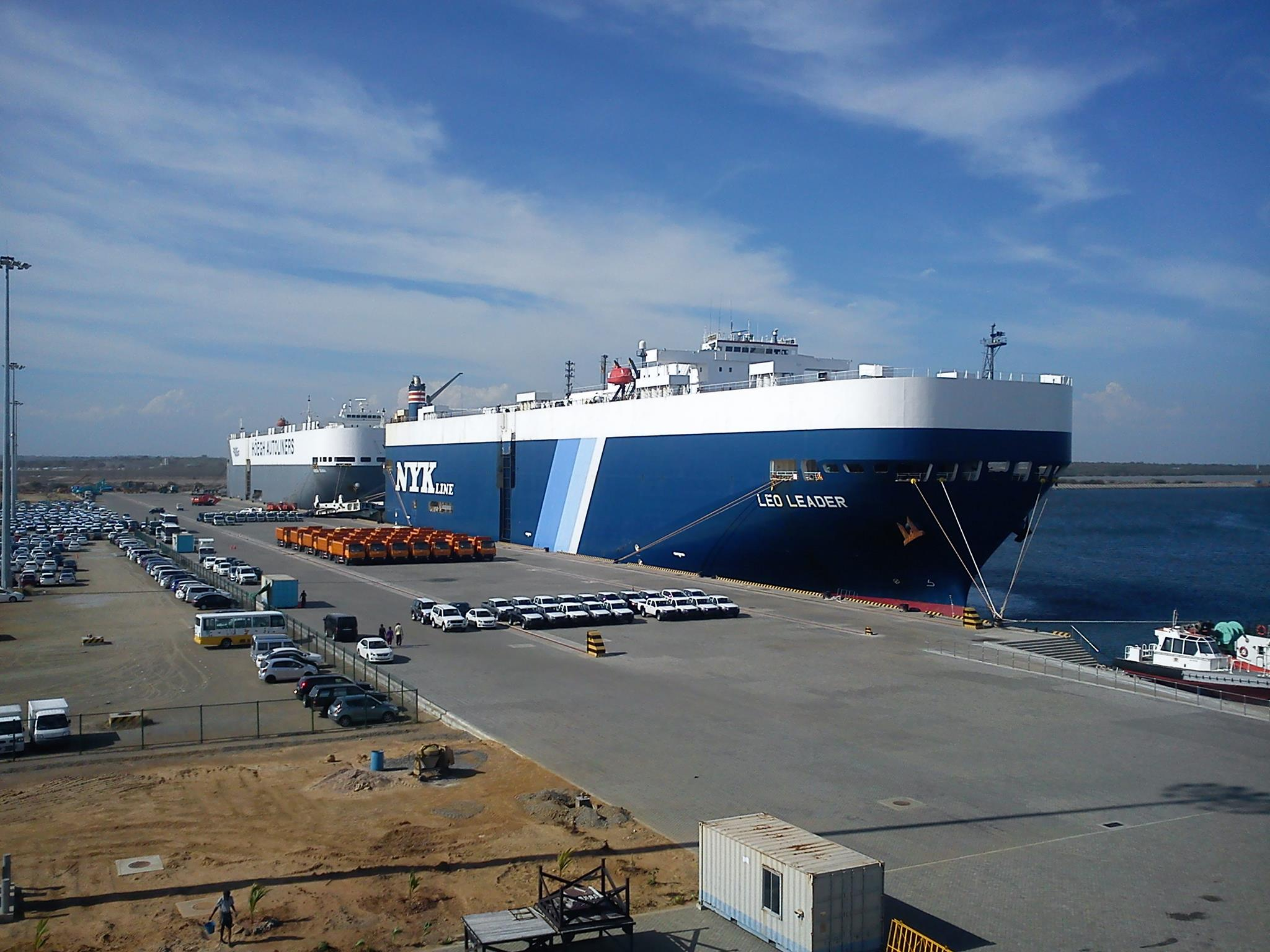
Порт

Основою міської економіки є портове господарство та обслуговування суден. У серпні 2010 року тут було закінчено спорудження нового порту, який обійшовся в 6 млрд доларів (витрати взяв на себе Китай). Щорічно порт Хамбантота відвідує 36 тисяч кораблів — це викликано тим, що він розташований всього за 6-10 кілометрів південніше від основного маршруту судноплавства в Індійському океані (схід-захід). Порт є вільною економічною зоною і має також судноремонтну базу; в його будівництві брали участь багато компаній з Росії, Китаю, Індії та Дубаю. У Хамбантоті є також ряд промислових підприємств (наприклад, цементна фабрика). Тут знаходиться і єдина на Шрі-Ланці вітрова електростанція.
Поблизу міста розташований міжнародний аеропорт Hambantota International Airport. З внутрішніми регіонами країни Хамбантота з'єднана залізничними лініями.